# Трикарбонил(пирролил)марганец
Трикарбонил(пирролил)марганец — металлоорганическое соединение,
карбонильный комплекс марганца
состава Mn(C4H4N)(CO)3,
тёмно-жёлтые кристаллы,
растворяется в органических растворителях.

## Получение
- Реакция декакарбонилдимарганца и пиррола в октане:

{\displaystyle {\mathsf {Mn_{2}(CO)_{10}+2C_{4}H_{5}N\ {\xrightarrow {125^{o}C}}\ 2Mn(C_{4}H_{4}N)(CO)_{3}+H_{2}+4CO}}}

## Физические свойства
Трикарбонил(пирролил)марганец образует тёмно-жёлтые кристаллы, устойчивые на воздухе, 
не очень устойчивы на свету.
Растворяется в большинстве органических растворителях.